# Campertoren
De Campertoren is een appartementencomplex op het Hanzeplein in de Nederlandse stad Groningen. De toren is vernoemd naar arts Petrus Camper, net als de achter het gebouw liggende Petrus Campersingel. Het gebouw staat tegenover het Universitair Medisch Centrum Groningen.
Het gebouw is met 50 meter een van de hogere gebouwen in de stad en bestaat uit 63 appartementen verdeeld over 17 verdiepingen.
Het gebouw haalde in 2008 het nieuws doordat het gebouw ernstig beschadigd was. Er waren forse scheuren ontstaan in het gebouw, die al in het gebouw waren gekomen tijdens de bouw. Door de bijzondere vormen van het gebouw, waren de steigers vastgezet in het betonskelet. De gaten zijn later wel gedicht, maar de stevigheid van het gebouw bleef ondeugdelijk. Om de scheuren te repareren, zijn omliggende stenen verwijderd. In twaalf weken werd de toren gerepareerd.